# Карлсруе-Головний
48°59′38″ пн. ш. 8°24′02″ сх. д. / 48.993888888889° пн. ш. 8.4005555555556° сх. д.
Карлсруе-Головний (нім. Karlsruhe Hauptbahnhof; скор. Karlsruhe Hbf) — наскрізна залізнична станція в Карлсруе, Баден-Вюртемберг, Німеччина).
Класифікується Deutsche Bahn як станція I категорії.

## Історія

### Стара станція
Коли магістральна залізниця Бадена була побудована між Мангайм-Головний і Базель-Бадішер, первісна станція Карлсруе була побудована на Крігштрассе між Етлінгер-Тор і Мендельсонплац, приблизно за 500 м на південь від Марктплац, центральної площі Карлсруе. 
Станція була спроектована Фрідріхом Айзенлором і була відкрита 1 квітня 1843 року, мала дві платформи. 
Від початку вона була задумана як наскрізна станція. 
На південь від станції розташовувалося локомотивне депо, а на схід — вантажна станція і центральна майстерня.
Магістральна залізниця Бадена була побудована з ірландською колією (1600 мм), як і всі залізниці, побудовані державною залізницею Великого герцогства Баден на початку. 
У 1855 році її було перешито на стандартну колію. 
У наступні роки інші маршрути були підключені до станції Карлсруе:  
- в 1859 році залізниця до Штутгарта,
- в 1863 році Максаубан[de], що сполучала з Пфальцом ,
- в 1870 році Рейнська залізниця до Мангайма,
- в 1879 році  Крайхгаубан,
- в 1895 році стратегічна залізниця від Грабен-Нойдорфа через Раштат до Гагенау.

Колії пролягали на рівні землі, а лінії під’їзду були побудовані з різкими вигинами через обмежений простір.
Збільшення залізничного руху та, як наслідок, часте закриття залізничних переїздів порушувало трафік у місті, що постійно зростало, і ускладнили його розширення. 
Після кількох років дискусій, які розглядали, серед іншого, підвищення рівня колій, парламент Бадена вирішив в 1902 році перенести станцію на один кілометр на південь від чинної станції.
Після відкриття нового вокзалу в 1913 році старий вокзал втратив свою функцію і продовжував використовуватися до 1960-х років як ринок. 
Сьогодні на території колишньої залізничної станції розташований Баденський державний театр. 
Деякі з колій, що залишилися, використовувалися протягом десятиліть як під’їзди, але з тих пір були повністю демонтовані. 
Вантажна станція використовувалася як ремонтна майстерня до 1997 року. 
Людвіг-Ерхард-Алея тим часом була побудована на території товарної станції.

### Нова станція
Чинна будівля вокзалу, яка продовжує використовуватися, була побудована приблизно за кілометр на південь від свого попередника між Зюдштадтом і сортувальною станцією. 
Будівництво розпочалося в 1910 році за планами Августа Штюрценаккера, і станція була відкрита в ніч з 22 на 23 жовтня 1913 року. 
Станція та під'їзні колії були побудовані в районі Байертгайм і також займали значну частину Міського саду, (місце розташування зоопарку Карлсруе) і сад за церквою Стефанієнбад (тепер Пауль-Герхардт). 
Це призвело до вирубки найстарішої на той час тополі трикутнолистої в Європі.
Платформи та під’їзні колії побудовані на насипі, з доступом через пішохідний підземний перехід. 
Вхідна будівля знаходиться з північного боку колій. 
Будівля має риси як неокласицизму, так і модерну. 
На схід від вокзалу є другий підземний перехід, який спочатку служив вихідним пунктом для прибулих пасажирів і деякий час використовувався в основному як підземна стоянка, а кілька років тому як безпечна парковка для велосипедів, але тепер він знову використовується як пішохідний підземний перехід. 
Для покриття п’яти острівних платформ було побудовано п’ятипролітний сталевий зал. 
Пізніше була побудована одинадцята платформна колія, а в 1980-х роках — ще три платформні колії на південь від вокзалу. 
На захід від будівлі вокзалу була побудована станційна прибудова з чотирма кінцевими коліями, де закінчувалися лінії з Пфальцу та Грабен-Нойдорфа (через Еггенштайн). 
Будівництво нової станції торкнулося і під’їзних колій. 
Колишні станції Мюльбургер-Тор в Карлсруе, в Байертгаймі та Рюппурі були закриті. 
Станції в Мюльбурзі та Дурлаху були перенесені, а колії залізниці до Мюлакера, яка раніше закінчувалася в Дурлаху, були продовжені до новох станції, так що тепер між Дурлахом і Карлсруе було чотири колії. 
Також була відкрита нова станція Карлсруе-Захід для пасажирських перевезень.
Привокзальна площа була спроектована Вільгельмом Віталлі. 
Площа з прямокутним планом оточена аркадами. 
У кінці площі на сході та заході розташовані дві будівлі готелю, а на північній стороні — вхід до міського саду та комерційних будівель. 
Привокзальна площа — типовий ансамбль міської архітектури останніх років перед Першою світовою війною. 
На схід від вокзалу була залізнична пошта, яка також мала залізничну лінію на трамвайній колії.
За тиждень до відкриття станції було відкрито трамвайну лінію між Еттлінгер-Тор і новою станцією, яка — після демонтажу під’їзних колій до старої станції — була з’єднана з центром міста. 
У 1915 році за 300 м на захід від станції на Ебертштрассе була відкрита нова кінцева станція Альбтальбану.

## Розвиток станції
Під час Другої світової війни станція постраждала від бомбардувань, але не була зруйнована. 
Період після 1950 року характеризувався безперервною модернізацією вокзалу та привокзальної площі. У 1957 році завершено електрифікацію залізниці. У 1969 році почалася реконструкція привокзальної привокзальної площі, де, в дусі часу, було створено пішохідний підземний перехід і реорганізовано автомобільний і трамвайний рух. У 1977 році була введена в дію нова централізація з кнопковим керуванням .
Наприкінці 1980-х років станцію розширили трьома наскрізними 12–14 коліями та побудували депо. 
Після цього планувалося перепланувати територію на південь від станції, але це досі не реалізовано. 
Дві платформи було розширено та модернізовано для обслуговування мережі Intercity-Express, а вхід на платформи доповнено ліфтами та ескалаторами.
У 1995 році відбулася подальша реорганізація привокзальної площі, під час якої було закрито пішохідний підземний перехід і реконструйовано трамвайну зупинку. 
У 1996 році було побудовано залізничне сполучення між західною колією на південь від станції та станцією Альбтальбану, з якої потяги штадтбану могли курсувати до Раштату як лінія S4/S41. 
У результаті дві тупикові колії, 103 і 104, більше не були потрібні, і в середині 2000-х років їх закрили, тож станція тепер має 14 наскрізних колій, 1–14, і дві тупикові колії, 101 і 102.

## Операції
Станція Карлсруе-Головний класифікується Deutsche Bahn як станція категорії 1. 

Він обслуговується потягами Intercity-Express до Берліна, Гамбурга, Дортмунда та Базеля, потягами Intercity до Штральзунда, Кельна, Нюрнберга, Мюнхена та Констанца та потягами TGV до Парижа та Штутгарта. 
Він також обслуговується Regional-Express до Нойштадт-ан-дер-Вайнштрассе, Майнца, Штутгарта та Констанца, а також місцевими службами та послугами S-Bahn у регіоні Карлсруе. 
За даними DB, станція щодня приймає близько 60 тисяч пасажирів і відвідувачів. 

Колії призначені для наскрізних перевезень, причому платформні колії 1–4 використовуються для перевезень на маршруті до Мангейма та Базеля, колії 5–8 для перевезень до/з Гейдельберга та Раштата, колії 9–14 для перевезень до та з Раштатта та Пфорцхайм і колії 101 і 102 для сполучення між Карлсруе та Нойштадтом. До наскрізних колій 1–14 можна під’їхати з усіх ліній, тоді як колії 101 і 102 можуть використовуватися лише для сполучення з Вертом і Дурмерсгаймом.
На захід від станції розташовані  під’їзди з поворотною платформою та депо Карлсруе DB Regio . На схід від станції є другий ряд вагонних колій. Сполучна колія дозволяє маневрувати між станцією та вантажною станцією Карлсруе.
За даними DB, станцією щодня курсують 130 поїздів далекого прямування, 133 регіональних поїздів і 121 поїзд S-Bahn (станом на 29 червня 2011 року).

### Далеке прямування
Станція обслуговується 130 поїздами далекого прямування щодня, в основному ICE та IC на Рейнському маршруті та потягами TGV Duplex між Парижем та Штутгартом.
| Лінія | Маршрут | Інтервал                    |
| ----- | --- | --------------------------- |
| ICE11 | Карлсруе – Мангайм – Франкфурт – Ерфурт – Лейпциг – Берлін – Берлін-Гезундбруннен | Один поїзд                  |
| ICE12 | Берлін-Східний – Брауншвайг – Франкфурт – Мангайм – Карлсруе – Оффенбург – Фрайбург – Базель SBB (– Берн – Інтерлакен)                                                                           | Що дві години               |
| ICE20 | (Кіль –) Гамбург – Ганновер – Кассель-Вільгельмсгее – Франкфурт – Мангайм – Карлсруе – Баден-Баден – Фрайбург – Базель – Цюрих (– Кур)                                                           | Що дві години               |
| ICE26 | (Бінц – Штральзунд –) Гамбург – Ганновер – Кассель-Вільгельмсхое – Гіссен – Франкфурт – Гайдельберг – Карлсруе                                                                                   | Що дві години               |
| IC35  | (Норддайх-Моле –) Емден – Мюнстер – Гельзенкірхен – Дуйсбург – Дюссельдорф – Кельн – Бонн – Кобленц – Майнц – Мангайм – Карлсруе – Баден-Баден – Оффенбург – Зінген – Констанц                   | Одна пара поїздів у вихідні |
| ICE43 | (Ганновер – Дортмунд –) або (Амстердам – Дуйсбург –) Кельн – Франкфуртський аеропорт – Мангайм – Карлсруе – Оффенбург – Фрайбург – Базель                                                        | Що дві години               |
| ICE60 | (Базель-Бадішер – Фрайбург – Оффенбург – Баден-Баден –) Карлсруе – Штутгарт – Ульм – Аугсбург – Мюнхен                                                                                           | Що дві години               |
| IC61  | Карлсруе – Пфорцгайм – Мюлакер – Вайхінген – Штутгарт – Ален – Крайльсгайм – Нюрнберг – Бамберг – Єна-Парадіс – Лейпциг                                                                          | Що дві години               |
| ICE82 | Париж-Східний – Страсбург – Карлсруе – Мангейм – Франкфурт | Дві пари поїздів            |
| ICE83 | Париж-Східний – Страсбург – Карлсруе – Штутгарт (– Ульм – Аугсбург – Мюнхен) | П'ять пар поїздів           |
| ICE84 | Франкфурт – Мангайм – Карлсруе – Баден-Баден – Страсбург – Мюлуз-Віль – Бельфор-Монбельяр – Безансон-Франш-Конте – Шалон-сюр-Сон – Ліон-Парт-Дьє – Авіньйон – Екс-ан-Прованс – Марсель-Сен-Шарль | Одна пара поїздів           |
| ICE85 | Франкфурт – Мангайм – Карлсруе – Баден-Баден – Фрайбург – Базель – Люцерн – Беллінцона – Лугано – К’яссо – Монца – Мілан                                                                         | Одна пара поїздів           |

### Регіональні служби
| Лінія | Маршрут | Інтервал                                  |
| ----- | --- | ----------------------------------------- |
| IRE1  | Карлсруе – Пфорцгайм – Мюлакер – Вайгінген (Енц) – Штутгарт – Шорндорф – Ален                                    | щогодини (Штутгарт – Ален: що дві години) |
| RE2   | Шварцвальдбан Карлсруе – Баден-Баден – Ахерн – Оффенбург – Філлінген – Зінген – Констанц (– Кройцлінген)         | щогодини                                  |
| RE4   | Südwest- Express (SÜWEX) Карлсруе – Гермерсгайм – Шпаєр – Людвіґсгафен – Франкенталь – Вормс – Майнц – Франкфурт | кожні дві години                          |
| RE6   | Нойштадт – Ландау – Верт – Карлсруе                                                                              | шогодини                                  |
| RE40  | Карлсруе – Раштат – Гаггенау – Гернсбах – Форбах – Фройденштадт                                                  | кожні дві години                          |
| RE45  | Карлсруе – Бреттен – Еппінген – Швайгерн – Гайльбронн                                                            | щогодини                                  |
| RE73  | Карлсруе – Карлсруе-Дурлах – Брухзаль – Гейдельберг                                                              | щогодини                                  |
| RB41  | Карлсруе – Еттлінген-Західний – Раштат – Гернсбах – Форбах (деякі поїзди: Фройденштадт – Бондорф – Герренберг)   | щогодини, тільки пн-пт                    |
| RB44  | Карлсруе – Еттлінген-Західний – Раштат (деякі поїзди: Баден-Баден – Ахерн)                                       | щогодини                                  |
| RB51  | Карлсруе – Верт – Кандель – Ландау – Еденкобен – Нойштадт                                                        | щогодини                                  |

### Рейн-Неккар S-Bahn
Карлсруе-Головний підключений до мережі міської залізниці Рейн — Неккар, яка забезпечує місцеве транспортне сполучення з сусіднім столичним регіоном Рейн — Неккар на північ і захід від Карлсруе,
та є початковою та кінцевою станцією ліній S3 міської залізниці Рейн — Неккар на маршруті Карлсруе — Брухзаль — Гейдельберг — Мангайм — Людвігсгафен — Шпаєр — Гермерсгайм та S9 через Грабен-Нойдорф і Швецінген до Мангайма.
| Лінія | Маршрут                                                                                            | Інтервал                                  |
| ----- | -------------------------------------------------------------------------------------------------- | ----------------------------------------- |
| S3    | Карлсруе — Брухзаль — Гейдельберг — Мангайм — Людвігсгафен — Шпаєр — Гермерсгайм                   | щогодини, години пік: інтервали 30 хвилин |
| S9    | Карлсруе – Грабен-Нойдорф – Ваггойзель – Швецінген – Мангайм (– Лампертайм – Бібліс – Грос-Рорайм) | щогодини                                  |

### Послуги штадтбану Карлсруе
Карлсруе-Головний є вузлом пересадок на поїзди штадтбану Карлсруе під орудою Albtal-Verkehrs-Gesellschaft. Однак більшість послуг штадтбану Карлсруе використовують платформи від A до D на привокзальній площі, яка використовується спільно з міськими трамваями та автобусами.
| Лінія | Маршрут | Інтервал |
| ----- | --- | --- |
| S1    | Лінкенгайм-Гохштеттен – Еггенштайн-Леопольдсгафен – Нойройт – Карлсруе-Марктплац – Карлсруе-Бангофсфорплац – Рюппурр – Еттлінген – Вальдбронн-Бусенбах – Бад-Герренальб                               | Між Еттлінгеном і Нойройтом з 10-хвилинними інтервалами (будні дні), в іншому випадку 20-хвилинні інтервали |
| S11   | Лінкенгайм-Гохштеттен – Еггенштайн-Леопольдсгафен – Нойройт – Карлсруе-Марктплац – Карлсруе-Бангофсфорплац – Рюппурр – Еттлінген – Вальдбронн-Бусенбах – Карлсбад-Лангенштайнбах – Карлсбад-Іттерсбах | 20-хвилинні інтервали |
| S31   | (Ойтінген-ім-Гой –) Фройденштадт – Байерсбронн – Форбах (Баден) – Раштат – Муггенштурм – Карлсруе – Дурлах – Брухзаль – Естрінген-Оденгайм                                                            | 20-хвилинні інтервали |
| S32   | Ахерн – Баден-Баден – Раштат – Муггенштурм – Карлсруе – Дурлах – Брухзаль – Крайхталь-Менцинген | 20-хвилинні інтервали |
| S4    | Ахерн – Баден-Баден – Раштат – Дурмерсгайм – Карлсруе-Бангофсфорплац – Карлсруе-Марктплац – Дурлах – Бреттен – Еппінген – Гайльбронн-Бангофсфорплац – Еринген                                         | 3 на годину |
| S51   | Карлсруе-Марктплац – Карлсруе-Бангофсфорплац – Карлсруе-Західний – Максимиліансау – Верт – Йокгрім – Райнцаберн – Рюльцгайм – Белльгайм – Гермерсгайм                                                 | щогодини |
| S7    | Агерн – Баден-Баден – Раштат – Дурмерсгайм – Карлсруе-Бангофсфорплац – Карлсруе-Туллаштрасе/ФБК | |
| S71   | Ахерн – Баден-Баден – Раштат – Муггенштурм – Карлсруе | |
| S8    | (Герренберг –) Ойтінген-ім-Гау – Фройденштадт – Байерсбронн – Форбах (Баден) – Раштат – Дурмерсгайм – Карлсруе-Бангофсворплац – Карлсруе-Туллаштрассе/ФБК                                             | Кожні 30 хвилин між Фройденштадт-Головний та Фройденштадтштадт, кожні 60 хвилин між Фройденштадт-Головний та Карлсруе-Туллаштрасе, кожні 120 хвилин між Ойтінген-ін-Гой та Фройденштадт-Головний, одна поїздка з/до Герренберга ввечері |
| S81   | Карлсруе-Головний – Раштат – Гаггенау – Гернсбах – Форбах (Шварцвальд) – Байерсбронн – Фройденштадт-Місто – Фройденштадт-Головний                                                                     | Кожні 120 хвилин експрес |